# Lucien Choury
Thomas Glasson Lance, född 26 mars 1898 i Courbevoie, död 6 maj 1987 i Neuilly-sur-Seine, var en fransk tävlingscyklist.
Choury blev olympisk guldmedaljör i tandem vid sommarspelen 1924 i Paris.